# 里尼拉萨勒
里尼拉萨勒（法語：Rigny-la-Salle，發音：[ʁiɲi la sal] ⓘ）是法国默兹省科梅尔西区的市镇，面积10.28平方千米，2022年1月1日人口为370人。

## 地理
里尼拉萨勒（48°37'15"N, 5°42'2"E）面积10.28平方千米，位于法国大東部大區默兹省，该省份为法国西北部内陆省份，北与比利时接壤，西接马恩省和阿登省，南至上马恩省和孚日省，东临默尔特-摩泽尔省。
与里尼拉萨勒接壤的市镇（或旧市镇、城区）包括：绍卢瓦-梅尼洛、富镇、沙莱讷、里尼圣马丹、默兹河畔圣日耳曼、默兹河畔于尼、沃库勒尔。
里尼拉萨勒的时区为UTC+01:00、UTC+02:00（夏令时）。

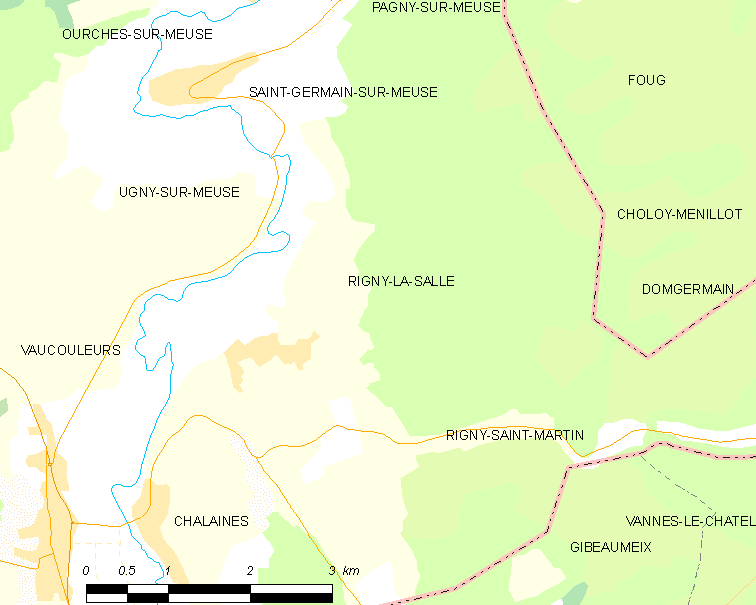
里尼拉萨勒的OSM定位图

## 行政
里尼拉萨勒的邮政编码为55140，INSEE市镇编码为55433。

## 政治
里尼拉萨勒所属的省级选区为沃库勒尔县。

## 人口

1962-2008年间里尼拉萨勒人口变化图示

里尼拉萨勒于2022年1月1日时的人口数量为370人。